# Administración apostólica de Harbin
La administración apostólica de Harbin (en latín: Administratio Apostolica Harbina y en chino: 天主教黑龙江教区) es una circunscripción eclesiástica latina de la Iglesia católica en China, inmediatamente sujeta a la Santa Sede. La administración apostólica es sede vacante desde 1946. La Asociación Patriótica Católica China el 4 de julio de 1959 suprimió a la administración apostólica, sin asentimiento de la Santa Sede, y la integró en la nueva diócesis de Harbin, renombrada en 1983 como diócesis de Heilongjiang.

## Territorio y organización
La administración apostólica extiende su jurisdicción sobre los fieles católicos de rito latino residentes en parte de la provincia de Heilongjiang.
La sede de la diócesis se encuentra en la ciudad de Harbin, en donde se halla la Catedral del Sagrado Corazón.

## Historia
La llegada de inmigrantes del Imperio ruso a Manchuria china se hizo notable con la construcción del Ferrocarril Transmanchuriano (1897-1903) y la fundación de la ciudad de Harbin en 1898, a instancias del zar Nicolás II de Rusia, que se construyó según un proyecto especial desarrollado por arquitectos en San Petersburgo. Entre los trabajadores llegados a Harbin había muchos polacos, casi todos de religión católica. En 1906 comenzó la construcción de una iglesia católica, que fue completada y consagrada al año siguiente; se la conocía como "la iglesia católica polaca". Luego le siguieron los emigrados blancos (contrarrevolucionarios acompañados de sus familiares) que huían de la Revolución rusa de 1917, de la guerra civil que terminó en Vladivostok en 1922 (unidades militares del almirante Aleksandr Kolchak) y del ascenso al poder de Iósif Stalin. Los súbditos rusos de Manchuria ascendieron entonces a 150 000, estableciéndose la mitad de ellos en Harbin, incluyendo a los polacos católicos latinos.
La administración apostólica fue erigida el 28 de mayo de 1931 separando territorio de la diócesis de Vladivostok, y fue encomendada al cuidado pastoral del delegado apostólico en China. Harbin fue ocupada por el Imperio del Japón en febrero de 1932.
En agosto de 1945 Harbin fue ocupada por el Ejército Rojo de la Unión Soviética. Tras la derrota japonesa en la Segunda Guerra Mundial y la retirada de sus tropas de China, el Partido Comunista de China se impuso en la guerra civil y proclamó la República Popular China el 1 de octubre de 1949. Todos los misioneros extranjeros fueron expulsados de China comunista. En 1951 China comunista y la Santa Sede rompieron relaciones diplomáticas, reconociendo la Santa Sede a la República de China en Taiwán como el legítimo gobierno chino.
La Asociación Patriótica Católica China fue creada con el apoyo de la Oficina de Asuntos Religiosos de la República Popular de China en 1957, con el objetivo de controlar las actividades de los católicos en China. Su nombre público es Iglesia católica china y es referida como la "Iglesia oficial" en contraposición a la "Iglesia subterránea" o "Iglesia clandestina" leal a la Santa Sede.
El 4 de julio de 1959 la Asociación Patriótica Católica China estableció una entidad eclesial única para todo el territorio de la provincia de Heilongjiang (administración apostólica de Harbin, el exarcado apostólico de Harbin, la parte de la diócesis de Jilin en la provincia de Heilongjiang, la parte de la diócesis de Yanji en la provincia de Heilongjiang y las prefecturas apostólicas de Qiqihar y de Jiamusi), con sede en la capital, Harbin, y con el nombre de diócesis de Harbin, que en 1983 fue renombrada diócesis de Heilongjiang. Sin embargo, la llamada comunidad católica "clandestina" continuó siguiendo la división de la Santa Sede hasta 2018. 
En el período de 1966 a 1976 la Revolución Cultural se ensañó especialmente contra la religión, destruyéndose numerosas iglesias, entre ellas fue demolida la Catedral del Sagrado Corazón de Harbin en 1966, aunque fue reconstruida en 2004. 
En 1983 la Asociación Patriótica Católica China renombró su diócesis de Harbin a diócesis de Heilongjiang.
En diciembre de 2011 la Santa Sede nombró a fray Joseph Zhao Hong-chun como administrador apostólico de Harbin sin carácter episcopal. La Asociación Patriótica Católica China, por su parte, consagró el 6 de julio de 2012 a Joseph Yue Fu-sheng, exadministrador apostólico oficial, como obispo de Heilongjiang. Su ordenación episcopal, prevista para 2011, fue aplazada y la Santa Sede hizo saber a los elegidos que su candidatura al episcopado no había sido aprobada por el papa. La ordenación episcopal, prevista para el 29 de junio de 2012, se retrasó nuevamente; mientras tanto, la Santa Sede, a través de una nota de la Congregación para la Evangelización de los Pueblos del 3 de julio de 2012, había comunicado que la ordenación de Joseph Yue Fu-sheng era ilegítima por no ser reconocida por la Santa Sede y que por tanto tanto Joseph Yue Fu-sheng como los obispos consagrantes serían excomulgados latae sententiae. La ordenación finalmente tuvo lugar el 6 de julio. En una nota oficial fechada el 10 de julio, la Santa Sede confirmó las sanciones canónicas para Joseph Yue Fu-sheng y los obispos que participaron en la ordenación episcopal ilegítima.
Tras el Acuerdo provisional entre la Santa Sede y la República Popular de China sobre el nombramiento de los obispos firmado en Pekín el 22 de septiembre de 2018, el papa Francisco readmitió al obispo "oficial" Joseph Yue Fu-sheng a la comunión eclesial. La comunicación de la Santa Sede sobre la tarea pastoral que le ha sido encomendada como obispo en Heilogjiang fue recibida por el interesado el 12 de diciembre de 2018 en Beijing en el marco de una celebración eclesial. En la comunicación publicada se expresó que el papa asignó al obispo Joseph Yue Fu-sheng una tarea pastoral diocesana como obispo de Heilogjiang, teniendo debidamente en cuenta las situaciones locales particulares y complejas. Sin embargo, como el Anuario Pontificio 2020 continuó indicando que todas las diócesis en China comunista siguen estando vacantes, no está claro si fray Joseph Zhao Hong-chun fue relevado del cargo de administrador apostólico, ni si Joseph Yue Fu-sheng es el obispo ordinario de toda la provincia de Heilogjiang o tiene un encargo provisorio. El 22 de octubre de 2020 el acuerdo fue prorrogado por otros dos años.

## Episcopologio
- Celso Costantini † (28 de mayo de 1931-3 de noviembre de 1933 renunció)
- Mario Zanin † (7 de enero de 1934-1946 nombrado oficial de la Secretaría de Estado)
  - Sede vacante, desde 1946 según el Anuario Pontificio
  - Peter Wang Rui-huan † (12 de julio de 1959 consagrado-13 de noviembre de 1992 falleció) (obispo oficial de Heilongjiang)
  - Joseph Zhao Hong-chun, desde diciembre de 2011 (administrador apostólico clandestino, sin carácter episcopal)
  - Joseph Yue Fu-sheng (6 de julio de 2012 consagrado-22 de septiembre de 2018) (obispo oficial de Heilongjiang, que el 22 de septiembre de 2018 se reconcilió con la Santa Sede)